# Типольт, Николай Аполлонович
Барон Николай Аполлонович Типольт (1864—1948) — офицер Российского императорского флота, генеалог, геральдист, коллекционер, генерал-майор флота. Член Русского генеалогического общества, Императорского Русского военно-исторического общества и Императорского общества поощрения художеств, соавтор книги «Русская геральдика», вице-председатель Русского историко-генеалогического общества во Франции.

## Биография
Николай Аполлонович Типольт родился 1 (13) августа 1864 года в слободе Борисовка Валуйского уезда Воронежской губернии. Представитель баронского рода Типольт. Отец Николая — барон Аполлон Александрович Типольт (умер в 1908 году в Харькове) был военным в звании капитана, мать Наталья Дмитриевна ((5.07.1834—6.12.1876, Харьков) дочь Д. Д. Градовского.

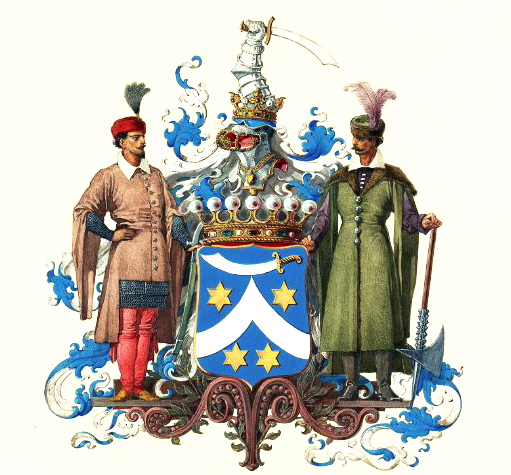
Герб баронов Типольт

Высочайше утверждённым мнением Государственного Совета 15 мая 1900 года Типольтам, с нисходящим потомством, дозволено пользоваться гербом и баронским титулом, пожалованным их предку Францу фон-Типольт грамотой Римского Императора Иосифа от 29 ноября 1707 года. В том же году, согласно отношения Главного морского штаба Н. А. Типольту было Высочайше разрешено пользоваться титулом барона, о чём было объявлено в Приказе по Морскому корпусу.

### Воинская служба
После окончания в Харькове реального училища в 1892 году поступил воспитанником в Морской кадетский корпус в Санкт-Петербурге. В службе с 1893 года. В 1895 году произведён в гардемарины. После окончания Морского кадетского корпуса 29 сентября 1886 года был произведён в мичманы и зачислен в 1-й флотский экипаж, в 1890 году утверждён адъютантом того же экипажа. В 1892 году был назначен командиром роты команды броненосца «Наварин»; 1 января 1893 года получил чин лейтенанта флота. С 1893 по 1898 год служил ротным командиром в 7-м и 18-м флотских экипажах. В 1899 году был прикомандирован к Морскому кадетскому корпусу, где в 1900—1901 годах служил младшим отделенным начальником Принимал участие в практических плаваниях на учебных кораблях Балтийского флота, исполнял обязанности вахтенного офицера.
От службы, для определения к статским делам, был уволен 24 марта 1903 года; переименован в коллежские асессоры и назначен помощником заведующего Собственными Его Императорского Величества библиотеками.
7 (20) марта 1905 года, в связи с началом русско-японской войны, был переведён в Морское ведомство, с зачислением по адмиралтейству штабс-капитаном, с производством в капитаны со старшинством. 6 (19) декабря 1905 года произведён «за отличие» в подполковники по адмиралтейству. С 1906 по 1910 год служил старшим отделенным начальником Морского корпуса.
«За отличие» 18 апреля 1910 года произведён в полковники по адмиралтейству, в ноябре 1910 года переименован в капитаны 1 ранга. С июля 1910 года — младший помощник, с июня 1914 года — старший помощник командира Санкт-Петербургского порта. В 1914—1917 годах был председателем особого присутствия по назначению пенсий и пособий за увечья мастеровым и рабочим Санкт-Петербургского порта. С 1 октября 1916 года был старшим помощником командира Санкт-Петербургского порта по перевозке грузов. В декабре 1916 года был произведён в генерал-майоры флота «за отличие»; Ошибка выражения: неожидаемый оператор < 1917 года был зачислен в резерв чинов Морского Министерства и в том же году уволен от службы.

### Генеалог, геральдист, коллекционер

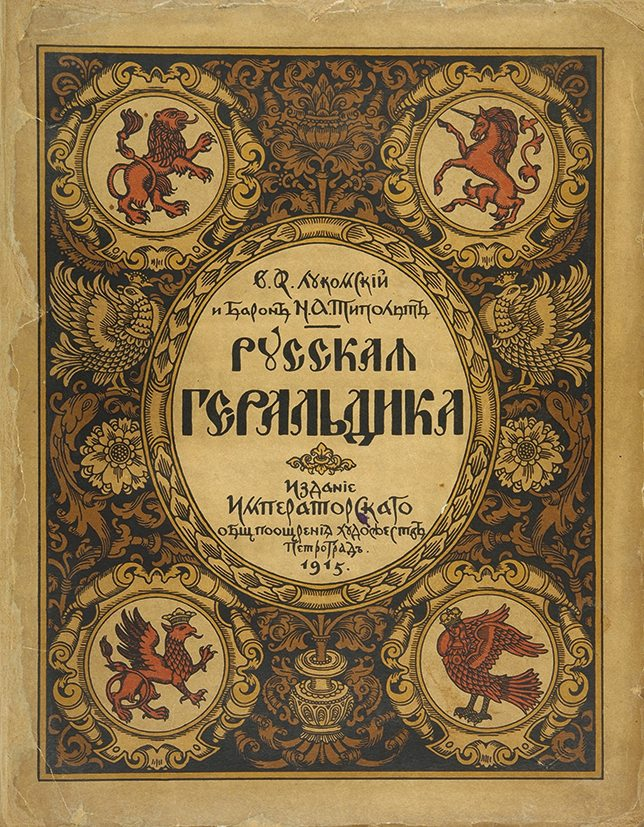
Обложка книги «Русская геральдика», 1915

Николай Аполлонович Типольт являлся членом Русского генеалогического общества, Императорского Русского военно-исторического общества и Императорского общества поощрения художеств в Санкт-Петербурге. Сотрудничал в издании «Русская геральдика».
В 1915 году Типольт совместно с управляющим Гербовым отделением сенатского Департамента Герольдии В. К. Лукомским по рекомендации Императорского Общества поощрения художеств написали и издали книгу «Русская геральдика. Руководство к составлению и описанию гербов», в которой было представлено краткое справочное руководство к уяснению гербов и их описанию. Вторую часть книги — «Основы геральдики» составил барон Н. А. Типольт, он же выполнил к книге часть рисунков. Книга неоднократно переиздавалась в царской и современной России. До 1916 года был казначеем Русского генеалогического общества.
После Октябрьской революции оставался в России. С 1918 года работал делопроизводителем морского подотдела Военно-промышленного комитета, с 1919 по 1920 год был старшим архивистом Академии истории материальной культуры Государственного архивного фонда. В 1922 −1923 годах был помощником начальника Морской музыкальной школы. Работая в архивном фонде, собрал с подлежащих уничтожению документов XVIII—XIX веков коллекцию печатей, организовал музейный отдел, в который вошли сданные с судов картины, гравюры, бюсты и другие произведения искусства и мемориальные предметы, составил каталог. Собрал коллекцию слепков с медалей, жетонов и других предметов из государственной и частных собраний (коллекция была передана в Военно-исторический музей артиллерии, инженерных войск и войск связи в Санкт-Петербурге). За свою жизнь Типольт собрал большую личную коллекцию художественных барельефов и медалей, которую в 1923 году, перед отъездом в эмиграцию, пожертвовал в Эрмитаж.

### Эмиграция
В мае 1922 года был уволен в бессрочный отпуск, находился в распоряжении военного комиссариата г. Петрограда. В 1923 году эмигрировал во Францию. В Париже работал в ателье мод «Анар» князя Владимира Арбелова (рисовал эскизы моделей). Был одним из основателей Историко-генеалогического общества во Франции. Работал над составлением общего гербовника для фамилий, не утвердивших свои гербы в геральдическом департаменте России. С 1934 года был Председателем Русского исторического общества и членом Комитета старшин Морского собрания в Париже. В 1936 году уехал к дочери в Парагвай.
Умер Николай Аполлонович Типольт 5 июля 1948 года в Сан-Антонио, Парагвай.

## Награды
За время военной службы Н. А. Типольт был награждён многими орденами и медалями Российской империи и иностранных государств:
Награды Российской империи:
- Орден Святой Анны 3-й степени (1897);
- Орден Святого Станислава 2-й степени (1902);
- Орден Святой Анны 2-й степени (10 апреля 1911);
- Орден Святого Владимира 4-й степени (14 апреля 1913);
- Орден Святого Владимира 3-й степени (30 июля 1915);
- Серебряная медаль «В память царствования императора Александра III» (1896);
- Светло-бронзовая медаль «В память 300-летия царствования дома Романовых» (1913);
- Светло-бронзовая медаль «В память 200-летия морского сражения при Гангуте» (1915).

Иностранные награды:
- Орден Почётного легиона (кавалер, Франция, 1897)
- Орден Красного орла 4-й степени (Пруссия, 1897)

## Семья
Николай Аполлонович Типольт был женат дважды. От первого брака имел двух дочерей — Александру (род. 1888) и Надежду (род. 1889). Вторым браком был женат на дочери генерала С. И. Палтова, Елизавете Сергеевне Палтовой (1868—?), для которой этот брак стал первым. От этого брака имел сына Николая (род. 1897) и дочь Екатерину (род. 1903).